# Каллій (син Кратія)
Каллій  (*Καλλίας, д/н —після 485 до н. е.) — давньогрецький політичний діяч, дипломат Афінського полісу. Мав прізвисько «Мідянин».

## Життєпис
Походив з аристократичного роду Алкмеонідів. Син Кратія, який напевне був сином Алкмеона і онуком Алкмеона, сина Мегакла (за іншою версією сином останнього). Матір'ю була донька Каллія з роду Керіків. З батьківської лінії родичі були прихильниками Пісістрадитів, з материнської — їхніми супротивниками.
Належність до знатної і заможної верстви афінського суспільства сприяло якісній освіті та швидкій політичній кар'єрі. Вважається, що близько 507 року до н. е. очолював посольство до Перської імперії, де вів перемовини з Артаферном, сатрапом Лідії, й братом царя Дарія I. За це дістав своє прізвисько «Мідянин».
Належність до роду, що мав родинні зв'язки з Пісістратидами, що стали у вигнанні союзниками Персії, а також ймовірно миролюбна риторика щодо останньої спричинили підозри. В цей час все ще тривали греко-перське протистояння — лише у 490 році до н. е. афіняни здобули перемогу під Марафоном. 486 року було вигнано його родича Мегакла. 485 року до н. е. Каллій сам став жертвою остракофорії, проти нього подако 720 (третій результат після Мегакла і Фемістокла). Подальша його доля невідома.